# فاصل مغناطيسي

رسم تخيلي للفاصل المغناطيسي الأرضي.

الفاصل المغناطيسي Magnetopause هو الحد الحاد مابين الغلاف المغناطيسي والبلازما المحيطة. إن الفاصل المغناطيسي متدرج ومتموج ويتغير باتجاه الداخل أو الخارج تبعاً للرياح الشمسية.
يعرف الفاصل المغناطيسي في علم الكواكب بأنها الحدود الأبعد التي تتحكم بالحقل المغناطيسي للكوكب وتشكل الطبقة الفاصلة مابين الغلاف المغناطيسي وغمد مغناطيسي ويتموضع في المكان الذي يتوازن فيه الضغط المغناطيسي للحقل المغناطيسي الكوكبي مع بلازما الرياح الشمسية.
تحيد معظم جسيمات الرياح الشمسية على جانبي الفاصل المغناطيسي بشكل مشابه لانحراف المياه عن سفينة. لكن تنجح بعض الجزيئات في الدخول لبعض الأغلفة المغناطيسية للكواكب التي تملك حقل مغناطيسي مثل الأرض وتبقى هذه الجزيئات محاصرة ضمن الغلاف مشكلةً غلاف البلازما.

## تقدير مسافة الفاصل المغناطيسي
بأهمال ضغوط الجسيمات ضمن الغلاف المغنطيسي، فمن الممكن تقدير المسافة إلى جزء من الغلاف المغنطيسي المواجه للشمس.وبفرض شرط تساوي ضغط الدفع الناتج من الأشعة الشمسية مع الضغط المغناطيسي للحقل المغناطيسي الأرضي
{\displaystyle (\rho v^{2})_{sw}\approx ({\frac {4B(r)^{2}}{2\mu _{0}}})_{m}}
حيث {\displaystyle \rho } الكثافة و{\displaystyle v} سرعة متجهة للرياح الشمسية وB(r) هي شدة الحقل المغناطيسي للكوكب في الواحدات الدولية.
وبما أن شدة الحقل المغناطيسي ثنائي القطب تتغير تبعاً للمسافة بعلاقة تابعية {\displaystyle 1/r^{3}} وبذلك يكتب شدة الحقل المغناطيسي كتابع لـ {\displaystyle B(r)=B_{0}/r^{3}}.
فتكون العلاقة
{\displaystyle \rho v^{2}\approx {\frac {2B_{0}^{2}}{r^{6}\mu _{0}}}}.
وبحل هذه المعادلة بالنسبة لـ r يؤدي إلى تقدير المسافة:
{\displaystyle r\approx {\sqrt[{6}]{\frac {2B_{0}^{2}}{\mu _{0}\rho v^{2}}}}}
تتغير المسافة ما بين الأرض والغمد المغناطيسي تبعاً لتغير النشاط الشمسي، لكن تتراوح المسافة عموماً ما بين 6-15 من نصف قطر الأرض وذلك وفق النماذج التجريبية

## الفاصل المغناطيسي لكواكب المجموعة الشمسية
| الكوكب  | الترتسي | العزم المغناطيسي | مسافة الفاصل المغناطيسي | رصد حجم الغلاف المغناطيسي | التفاوت في الغلاف المغناطيسي |
| ------- | ------- | ---------------- | ----------------------- | ------------------------- | ---------------------------- |
| عطارد   | 1       | 0.0004           | 1.5                     | 1.4                       | 0                            |
| الزهرة  | 2       | 0                | 0                       | 0                         | 0                            |
| الأرض   | 3       | 1                | 10                      | 10                        | 2                            |
| المريخ  | 4       | 0                | 0                       | 0                         | 0                            |
| المشتري | 5       | 20000            | 42                      | 75                        | 25                           |
| زحل     | 6       | 600              | 19                      | 19                        | 3                            |
| أورانوس | 7       | 50               | 25                      | 18                        | 0                            |
| نبتون   | 8       | 25               | 24                      | 24.5                      | 1.5                          |